# Intégrité écologique

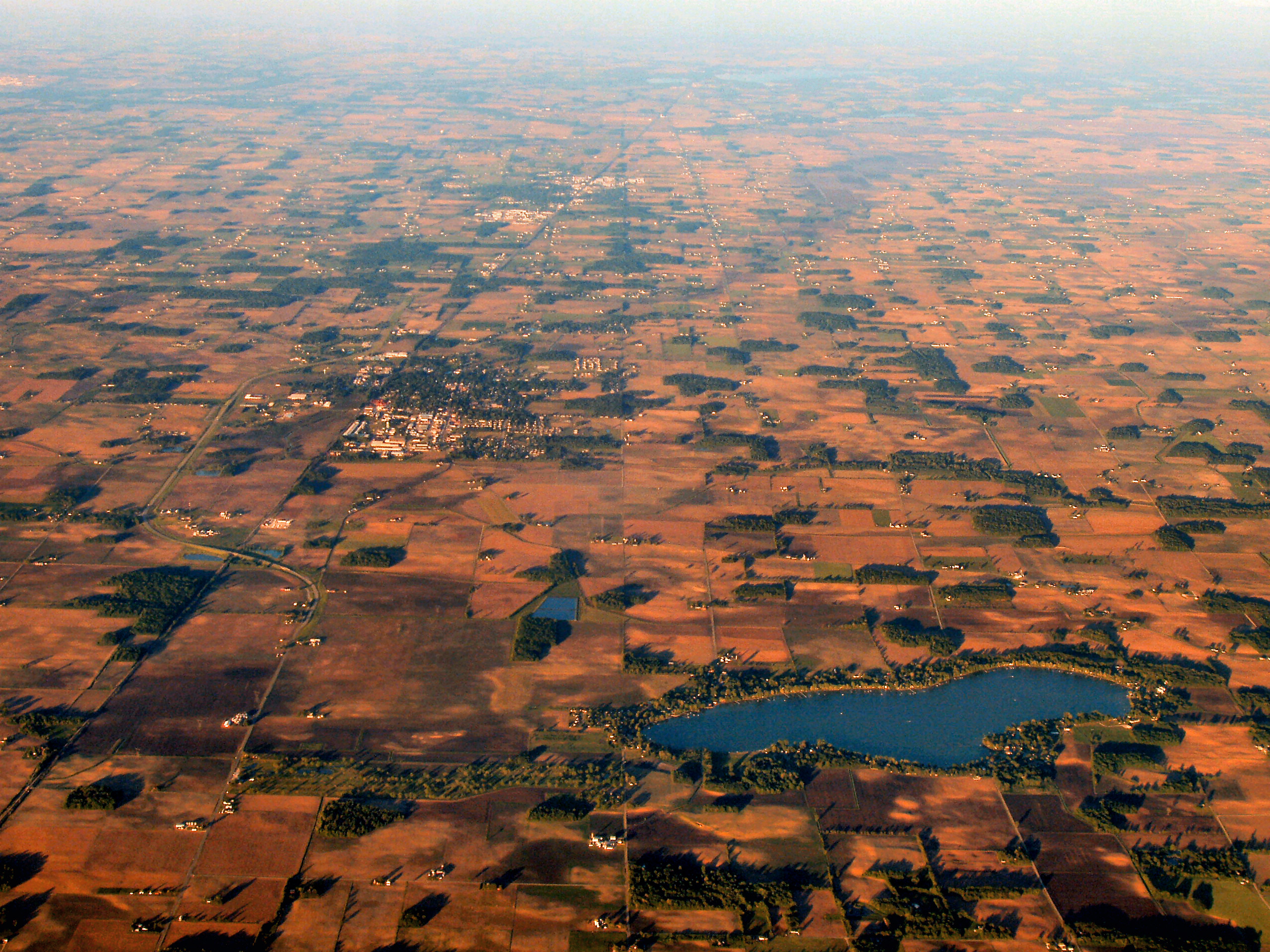
Infrastructures, villes et agriculture causent « mitage du paysage » et réduction d'intégrité écologique : Indiana (USA), progression de la fragmentation des écosystèmes malgré des efforts pour protéger les reliques de corridors écologiques boisés

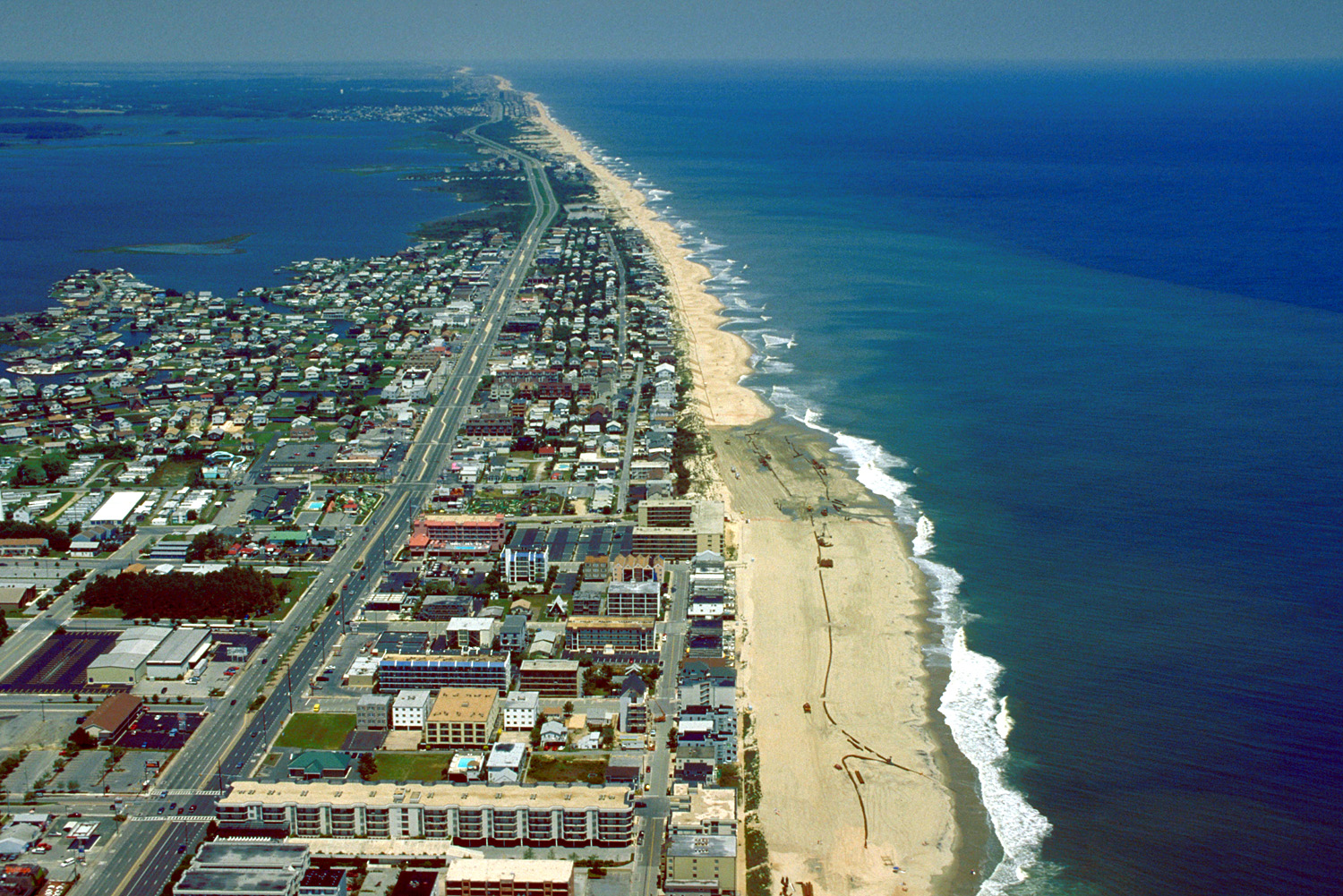
La vocation de corridor biologique de nombreux littoraux et isthmes, comme les berges et vallées, contrariée par l'urbanisation et l'artificialisation : Ocean City, Maryland USA

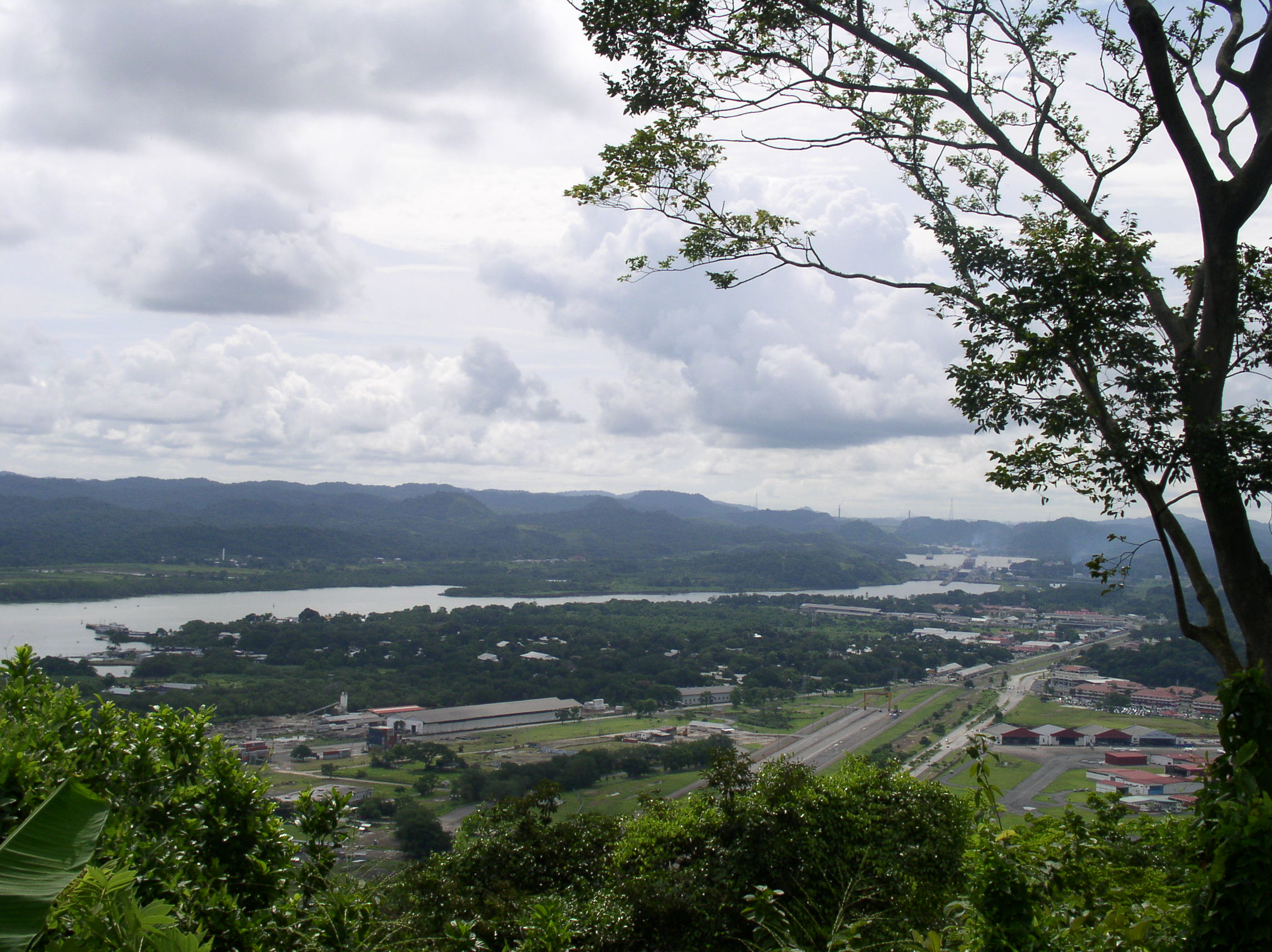
Canal de Panama : une barrière écopaysagère majeure du continent américain, quasi-infranchissable par la faune et les propagules végétales à faible capacité de diffusion géographique sauf certains insectes et oiseaux. Ponts et écluses n'ont pas été conçus pour avoir des fonctions d'écoducs.

De manière générale, l'intégrité écologique désigne le degré d'intégrité d'un milieu naturel (un paysage, un écosystème, un cours d'eau ou une zone biogéographique...). Ce territoire est "intègre" s'il n'est pas écologiquement fragmenté, ou si sa connectivité écologique est suffisamment conservée pour que son écopotentialité ou ses fonctionnalités puissent s'exprimer et pour qu'il puisse continuer à fournir ses services écologiques.

C'est une des conditions nécessaires au « Bon état écologique » visée par plusieurs directives européennes et textes réglementaires nationaux en Europe.

Des définitions plus nuancées existent selon les pays ou le contexte (ex : Trame verte et bleue en France).

Il existe un  « Indice d'intégrité écologique » (IIE ou IBI pour Index of Biological Integrity) qui est l'un des outils scientifiques de l'évaluation environnementale d'un paysage.

## Éléments de définition, selon les pays
En Europe francophone,  la notion d'intégrité écologique (ou écopaysagère) évoque aussi la non-fragmentation des écosystèmes, par des infrastructures de transports (quasi-infranchissables par la plupart des espèces) ou par des zones "polluées" ou très artificialisées hostiles à la faune, à la flore, aux champignons, etc. ; 
- l'intégrité écologique implique que toutes les composantes de l'écosystème sont normalement et  fonctionnellement actives et préservées. En 2008, l'Agence européenne pour l'environnement publie une série de cartes dont une sur l'état de l'intégrité écologique[1].
- En France, le guide méthodologique[2] réalisé en 2009 pour la Trame verte et bleue précise que :
  - (…) la continuité écologique transversale « entre le cours d'eau et les zones humides annexes, s'avère pertinente à préserver, en évitant ou supprimant tout obstacle aux échanges physiques et biologiques, telles que protections de berges, digues, ou autre aménagement propice à sa canalisation »  ; 
 « cela concerne principalement les espèces ayant des sites de reproduction, de nutrition et d’hivernage distincts de sorte qu’elles sont obligées d’effectuer des migrations saisonnières dans les annexes fluviales (bras morts) »[3].
  - la continuité longitudinale : « concerne principalement les espèces ayant des sites de reproduction, de nutrition et d’hivernage distincts de sorte qu’elles sont obligées d’effectuer des migrations saisonnières le long du gradient amont-aval[3] ».

Au Canada, l'intégrité écologique est définie par la Commission sur l'intégrité des parcs nationaux du Canada de la manière suivante :

« c'est l'état d'un écosystème jugé caractéristique de la région naturelle dont il fait partie, plus précisément par la composition et l'abondance des espèces indigènes et des communautés biologiques ainsi que par le rythme des changements et le maintien des processus écologiques. »

Les écosystèmes sont intègres lorsque leurs composantes indigènes abiotiques et biotiques (plantes, animaux et autres organismes) et leurs processus (comme la croissance et la reproduction) ou le déroulement des cycles biogéologiques et naturels sont intacts (dunes ou berges non fixées, clairières et lisières non fixées, etc.).
Cette notion chez les anglosaxons appelle souvent celle d’écosystème en bonne santé, que la Directive européenne cadre sur l'eau (DCE) désigne par bon état écologique des écosystèmes aquatiques et du bassin versant.

## Écologie du paysage
En écologie du paysage, le principal facteur d'« intégrité » est le fait qu'un espace ne soit pas fragmenté par exemple par des infrastructures de transport ou une pollution du milieu par des insecticides, fongicides ou herbicides ou d'autres facteurs tels que la pollution lumineuse pour l'environnement nocturne.
Si les milieux naturels d'un espace sont préservés, sans être fragmenté pour les espèces qui l'occupent ou qui devraient naturellement l'occuper, on dit qu'il y a intégrité écopaysagère, situation généralement associée à un haut degré de naturalité.
Dans le domaine de gestion des cours d'eau et de leurs ressources halieutiques, la notion de continuité piscicole désigne « la reconquête des axes de vie des grands migrateurs ». C'est - avec la notion de « réservoirs biologiques » l'un des éléments majeurs de la Trame bleue qui en France renvoie au SDAGE et à son programme de mesures. Ce SDAGE doit lister les axes prioritaires pour la protection des poissons migrateurs amphihalins ou de leurs zones potentielles d’accueil, notamment sous forme cartographique.

## Double dimension; spatiale et temporelle
L'importance spatiale des continuums écologiques est maintenant admise par la communauté scientifique, mais une nouvelle dimension, celle de la continuité temporelle est depuis peu également explorée.
À titre d’exemple, dans le milieu forestier, de nombreuses espèces produisent des propagules (dont spores de bryophytes, lichens, fougères.. en l’occurrence) nombreuses, mais qui semblent finalement nécessiter des conditions de transport, germination et/ou survie qui ne se trouvent que dans des cœurs d’habitat et surtout dans des forêts anciennes ; 

Une étude récente  a montré dans sud de la Suède que dans environ 150 hêtraies récemment inventoriées, il y a de très importantes différences de biodiversité spécifique (nombre d'espèces différentes, au sein d'un groupe ou dans l'écosystème) selon que la forêt soit ancienne (non coupée depuis 350 ans et plus) ou jeune (massifs de moins de 160 ans). Ces 150 forêts ont été classées en « jeunes » et « anciennes » d’après des cartes récentes et des XVIIe et XIXe siècles. On y a recherché 64 espèces jugées bioindicatrices et/ou figurant sur la liste rouge d’espèces menacées.
- 64 lichens et bryophytes (51 lichens, 13 bryophytes) ont été trouvés dans les forêts « anciennes », contre seulement 21 dans les forêts « jeunes »,
- Concernant les Bryophytes : 13 espèces ont été trouvées dans les forêts les plus anciennes, contre au maximum 5 dans les jeunes massifs (2,6 fois moins)…  et alors que le quart le moins bien doté des forêts anciennes en abritaient 6 ou plus.
- Concernant les Lichens : aucun massif jeune n’en abritaient plus de 6 espèces. Mais 29 % des forêts anciennes en abritaient 7 ou plus..

L’importance de la continuité temporelle de l’état boisé pourrait être lié à plusieurs facteurs :
• la lenteur de la colonisation d’un peuplement jeune (la croissance de certains lichens est elle-même très lente) ;
• certains des bryophytes et lichens ici recherchés sont devenus plus rares et plus localisés qu’il y a 130 ans et plus ; ils produiraient donc moins de propagules, qui se dispersent moins, réduisant d’autant les chances de nouvelles colonisations ;
• certains équilibres importants ne sont peut-être atteints et conservés que dans les forêts les plus anciennes (humus, thermohygrométrie plus stable, porte-propagules plus grands et plus riches en propagules, nourriture plus abondante (ex : pollen et spores d’épiphytes)  favorisant des espèces qui disperseraient mieux les propagules ou faciliteraient leur survie (via leurs excréments, mucus, nécromasse, etc.) dans les forêts anciennes.. espèces vectrices plus nombreuses là où les vieux arbres et bois-morts ou sénescentes sont plus abondants ; 
- les massifs anciens contiennent des arbres déjà plus riches en épiphytes pionnières qui créent ou entretiennent plus rapidement des microclimats et microhabitats probablement favorables à certaines espèces secondaires ;
- la complexité et la diversité des supports sont plus élevés dans les massifs anciens (arbres plus hauts, plus vieux, offrant plus de surfaces colonisables, y compris en bois-mort ou carié, cohabitant avec arbres plus jeunes offrant des écorces et habitats différents. Ces arbres anciens, plus riches en épiphytes, lianes... sont aussi beaucoup plus riches en invertébrés, lesquels pourraient contribuer à colporter les propagules sur les troncs et d’un tronc à l’autre ;
- la canopée des forêts anciennes, souvent dense et  élevée, pourrait offrir une meilleure protection des propagules et jeunes individus contre les UV, du printemps à l’été, au moins dans une partie de l’habitat.

Les lichens (hors espèces ubiquistes et pionnières) semblent très sensibles aux facteurs de continuité spatiale et temporelle, peut-être en raison de la nécessaire double présence du champignon et de l’algue symbiotique pour son apparition. Le lichen est très résistant à la déshydratation, au froid, aux UV, à la chaleur et, l’algue qui le constitue est très vulnérable aux conditions difficiles, plus fréquentes dans les forêts jeunes, également moins résilientes.
La  croissance des lichens est très lente (il faut jusqu’à un siècle pour quelques centimètres gagnés en diamètre pour certaines espèces). Il se pourrait aussi qu’il faille pour certaines espèces un temps long pour atteindre une maturité permettant un grand nombre de propagules viables. Enfin dans les forêts jeunes, les individus pionniers ont probablement une moindre diversité génétique que dans une forêt ancienne.
Il ne suffit par ailleurs pas que l’état boisé soit continu ; l’âge même des arbres a une importance (âge moyen de la forêt et, âges des plus vieux arbres). Ainsi, à titre d’exemple, un hêtre commun de 400 ans, étudié dans un peuplement ancien, abritait onze espèces indicatrices ou de liste rouge, alors que les arbres voisins inventoriés, âgés d’à peine 110 ans n’abritaient qu’une seule espèce de cette liste. Selon cette étude suédoise, les hêtres ne commencent à fournir un bon support aux lichens « patrimoniaux » que 150 à 200 ans après leur naissance.
En termes de biologie de la conservation, cette étude est un argument de plus en faveur de la conservation de zones protégées (ici forestières, avec des groupes de très vieux arbres et groupe de vieux arbres, au sein desquelles des taches de régénération doivent néanmoins entretenir les stades pionniers, ce qui se fait dans la nature à l’occasion des chablis, petites épidémies ou feux naturels).
Ces données éclairent et renforcent aussi l’importance de la prise en compte de la continuité spatiale, mais aussi temporelle des milieux, dans les cas de réserves naturelles, réintroductions d’espèce, ou de gestion se voulant écologique et donc différentiée d’un espace.

## Lois et réglementations

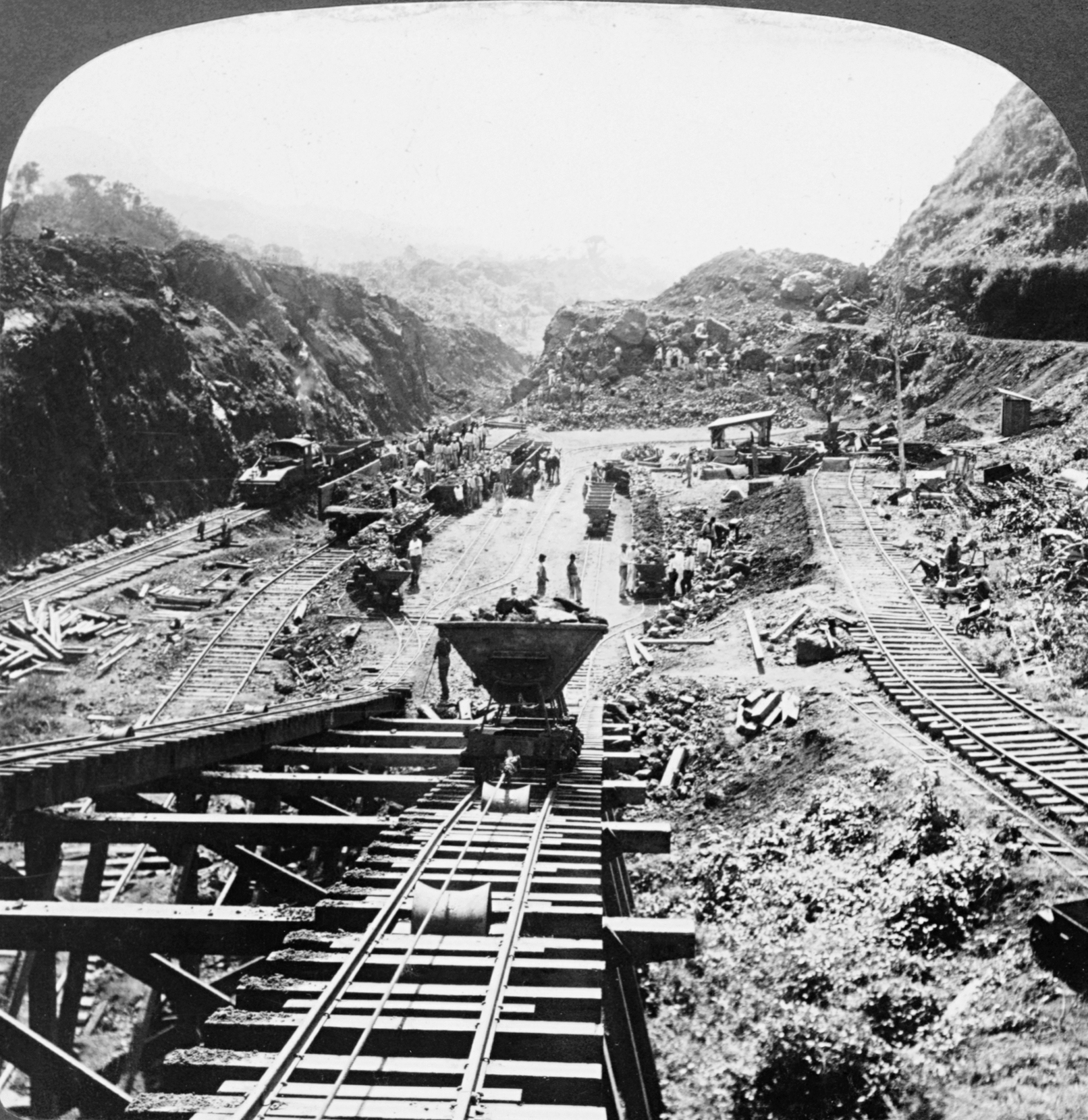
En 1906, les ingénieurs du canal de Panama n'ont pas envisagé les éventuels impacts écologiques ou "l'insularisation" de l'Amérique, comme ceux du Suez avec l'Afrique.

Des habitats ou réseaux d'habitats naturels peuvent être légalement protégés dans certains pays :
L'Europe tente de mettre en place un réseau écologique paneuropéen, dans le cadre d'une Stratégie paneuropéenne de protection de la diversité biologique et paysagère.
- le 5e Programme d’action communautaire pour l’environnement, invitait les états-membres à créer et protéger un « réseau interconnecté d’habitats, s’inspirant des conceptions de Natura 2000 » ;
- le 6e Programme d’action pour l’environnement (2002-2012) en lien avec la Stratégie communautaire en faveur de la diversité biologique (adoptée en 1998, puis complétée en 2001 par une série de plans d’actions, dont un pan d’action en faveur de la biodiversité dans le domaine de la protection des ressources naturelles qui vise notamment (action 28) à « renforcer la connectivité (écologique) entre les sites Natura 2000 ». Ce texte précise que  des corridors écologiques devraient être créés entre les sites Natura 2000, non seulement sur le territoire des États membres, mais aussi entre les différents États membres ;
- la commission a en 2006 invité[7] les États membres, pour atteindre l'objectif de stopper la perte de biodiversité, à renforcer la cohérence et la connectivité du réseau Natura 2000, et à rétablir la biodiversité et les services écosystémiques, y compris pour dans les zones rurales et non protégées de l’Union européenne, pour sauver la biodiversité ordinaire qui elle-même montre des signes de faiblesse ou de net recul.

Aux États-Unis un projet similaire de réseau écologique panaméricain se trouve confronté aux intérêts du canal de Panama qui a séparé les deux sous-continents et qui fait l'objet dans les années 2005-2010 d'un projet d'élargissement.
L'intégrité paysagère et/ou écologique peut théoriquement et pour partie être restaurée par des mesures de « mitigation » (renaturation), éventuellement dans le cadre de mesures administratives imposées de type mesures compensatoires ou mesures conservatoires qui après Cartographie des corridors biologiques imposent la construction d'écoducs, généralement dans le cadre d'études d'impacts, avec enquêtes publiques.

Ces mesures sont encore très rares et ponctuelles, avec souvent moins de 3 à 10 projets d'écoduc par grands pays européens riche par exemple (pour les années 1990-2005), généralement sur ou au-dessous d'autoroutes, et dans un premier temps visant plus la circulation du gibier que de toute la faune et de la flore et des espèces associées.
En France : * Le projet de Loi Grenelle II vise à modifier le Code de l'Urbanisme pour que les Directives territoriales d’aménagement et de développement durables intègrent dorénavant la « préservation des espaces naturels, agricoles et forestiers, des sites et des paysages, de cohérence des continuités écologiques ».

## Difficulté cartographique
La plupart des pays ont longtemps collecté des données environnementales leur permettant de produire des cartes intéressantes, mais s'arrêtant souvent aux frontières de chaque état.
Or les logiciels calculent le degré de fragmentation d'un territoire à partir de données dérivées de cartes, de réseaux de transports et d'occupation du sol, elles-mêmes maintenant souvent dérivées d'images satellitales, de cartes ou de photos aériennes. Ces logiciels produisent des erreurs sur les zones proches de certaines bordures des cartes. Plus précisément ils confondent les frontières des pays (si ces dernières ne sont pas des fleuves ou des littoraux) avec une limite écopaysagère (« effet de bordure »). On remédie à ce problème en intégrant une large bande du ou des pays riverains au calcul, ou par des moyens d'extrapolation et des ajustements du logiciel, mais ceci nécessite de disposer de données comparables ou_ rendues comparables, c'est-à-dire produites aux mêmes époques et avec des méthodologies comparables.